# Marin Getaldić
Marin Getaldić (latinsko Ghetaldus, italijansko Marino Ghetaldi (včasih tudi Ghettaldi)), hrvaški matematik, fizik in astronom, * 2. oktober 1568, Dubrovnik, † 11. april 1626, Dubrovnik.

## Življenje in delo
Getaldić je končal gimnazijo v Dubrovniku verjetno leta 1588 in študiral v Italiji na Rimskem kolegiju (Collegium Romanum, Collegio Romano), Belgiji, Franciji ter dve leti v Angliji. Na Rimskem kolegiju je poslušal Claviusova predavanja.
V Rimu je leta 1603 objavil delo Izboljšani Arhimed (Promotus Archimedus) o Arhimedovem delu iz geometrije, kjer je navedel tabelo specifičnih gostot raznih trdnin in tekočin.
Leta 1607 je objavil brošuro z rešitvami 42. geometrijskih problemov Variorum problematicum colletio. V njej je prvič nakazana uporaba algebre v geometriji. O geometrijski optiki je napisal sedem del. Njegove prispevke h geometriji sta navajala Huygens in Halley.
Izdelal je parabolično zrcalo s premerom 2/3 m, ki ga hranijo v Narodnem pomorskem muzeju (National Meritime Museum (NMM)) v Greenwichu pri Londonu.
Med krajšim bivanjem v Padovi je srečal Galilea s katerim si je tudi redno dopisoval. Že med študijem v Parizu je nanj zelo vplival Viète. Zaradi njegovega znanstvenega ugleda so mu ponudili profesorsko mesto na Univerzi v Louvainu v Belgiji, ki je tedaj slovela kot ena najuglednejših univerzitetnih središč v Evropi. Ponudbo je zavrnil.
Udejstvoval se je tudi na političnem področju in bil leta 1606 poslanik Dubrovniške republike v Konstantinoplu, kakor tudi član velikega in malega sveta - dveh političnih teles Republike. Pred smrtjo so ga izvolili za senatorja Dubrovniške republike.
Njegovo najvažnejše delo De resolutione et compositione mathematica je izšlo v Rimu leta 1630.